# Bezier clipping
Bezier Clipping(ベジエクリッピング法)はベジエ(Bezier)曲線の性質を利用することで、交点計算を安定して行う方法である。
1990年に西田友是(東京大学）、T. Sederberg（BYU）らにより開発された方法である。ベジエ曲線を分割する処理を再帰的に行うことからBezier Clipping 法と名づけられた。
当初は曲面のレイトレーシング法が目的であったが、多項式の解法、曲線と直線の交点、曲線どうしの交差、曲面と直線の交差の計算から3D物体のレンダリング（表示）まで種々の図形処理への応用が可能となった。例えば、メタボールのレンダリングにも有効である。
この方法は、多項式の解を求める場合、ニュートン法に比べて解を含む区間を狭めていく方法なので、より安定した解法である。